# Гастрономическая культура

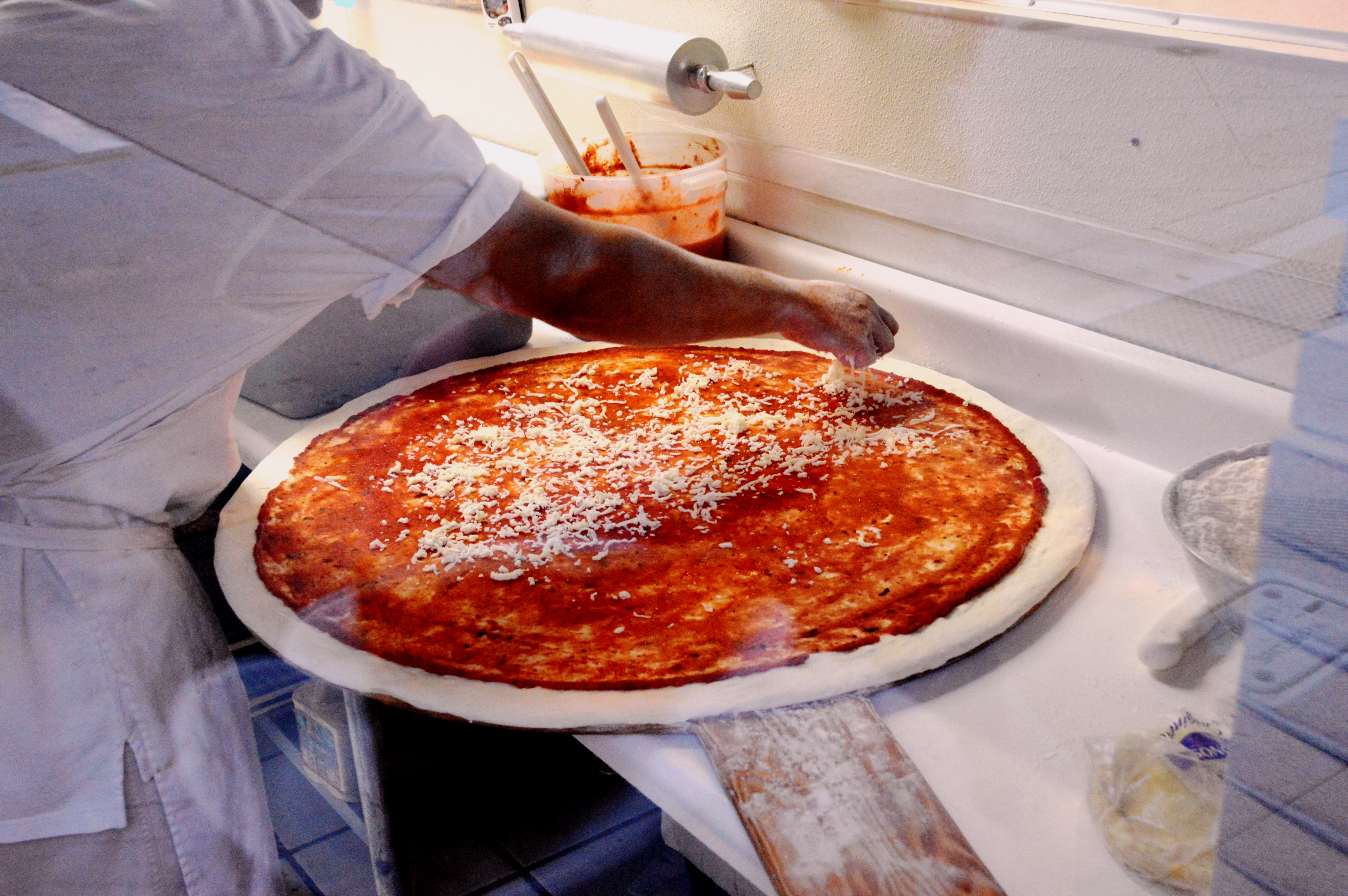
Кулинарная культура пиццы

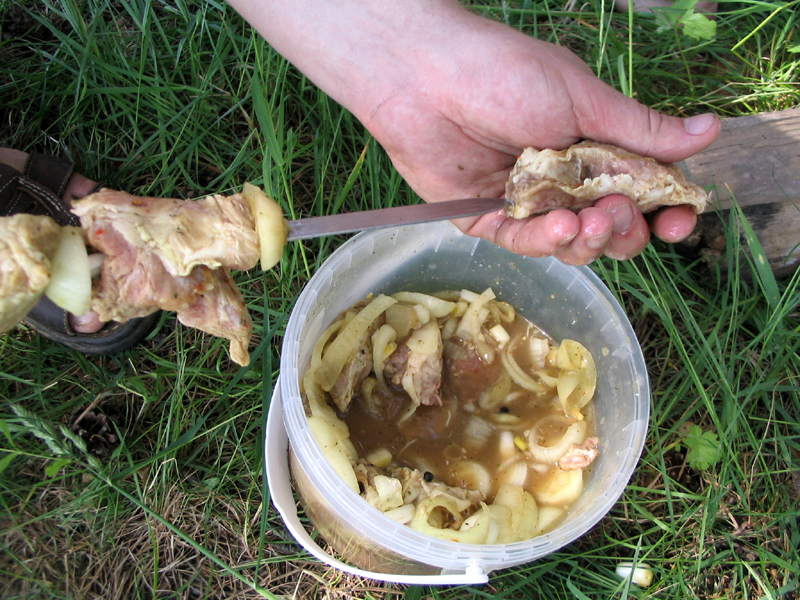
Нанизывание маринованного мяса на шампуры для шашлыка

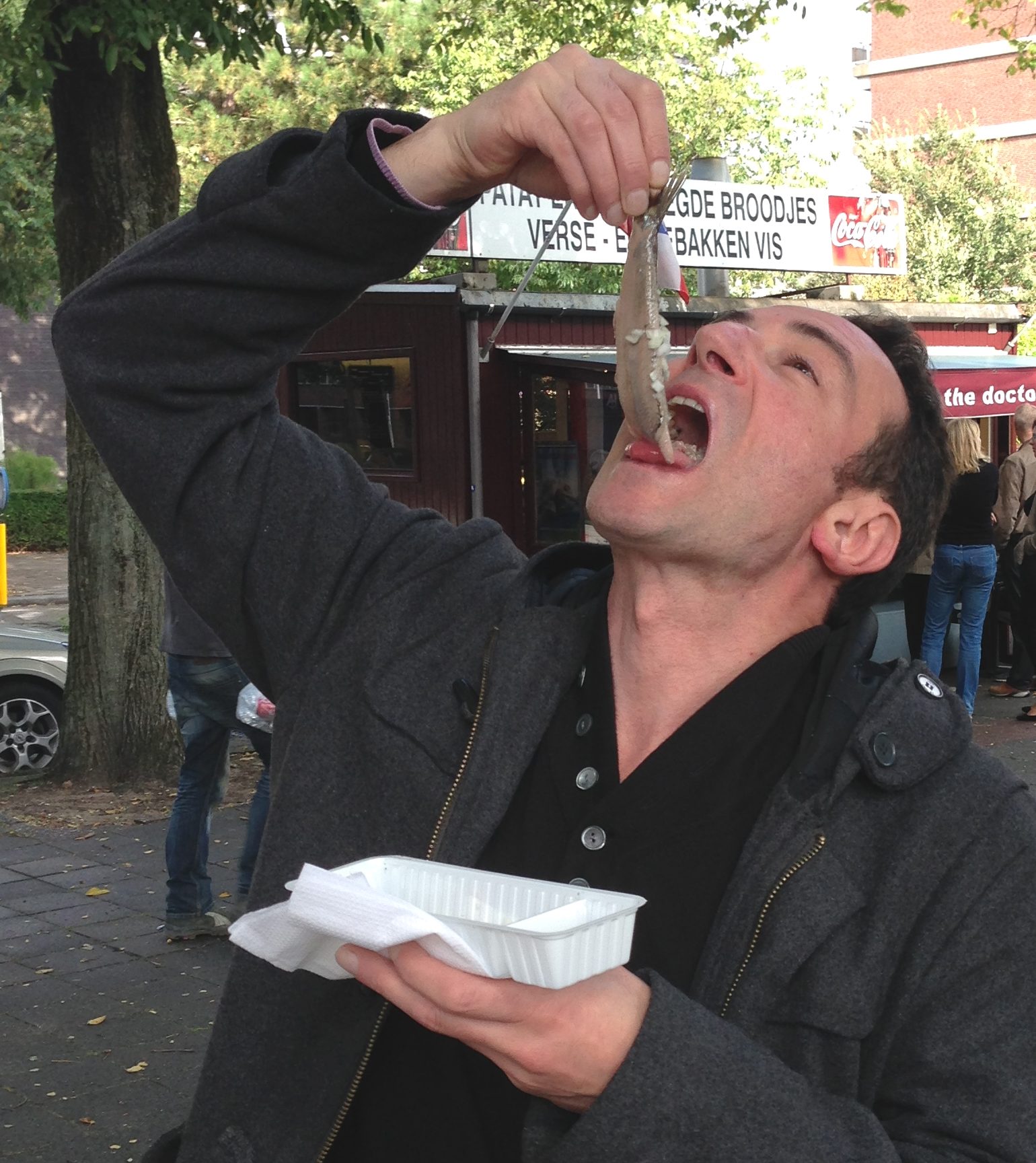
Культура потребления маринованной сельди в Нидерландах

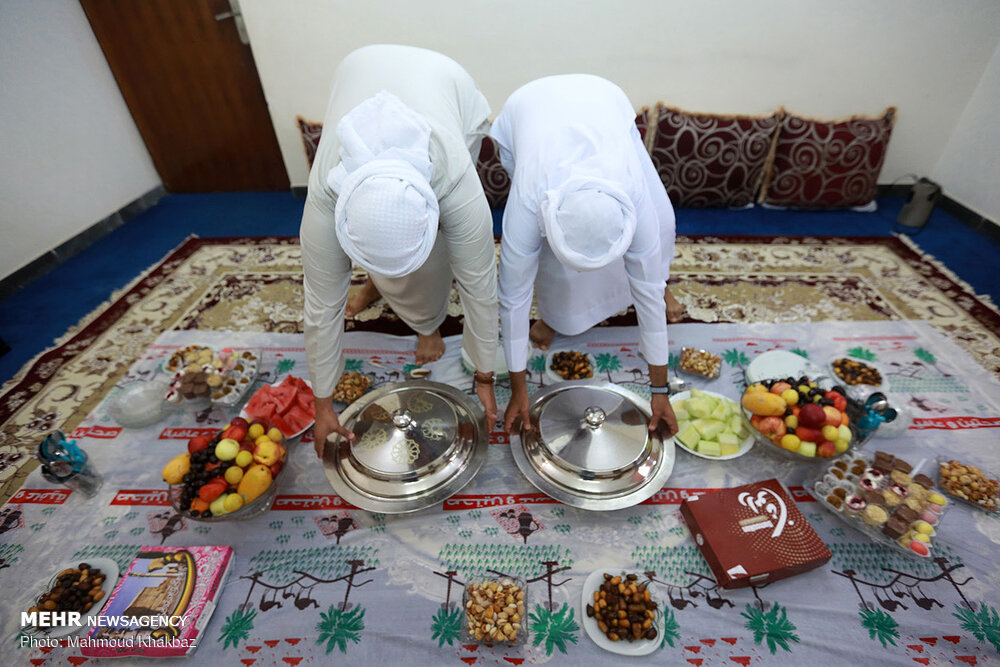
Традиционная трапеза в Курбан-байрам у суннитов на иранском острове Киш

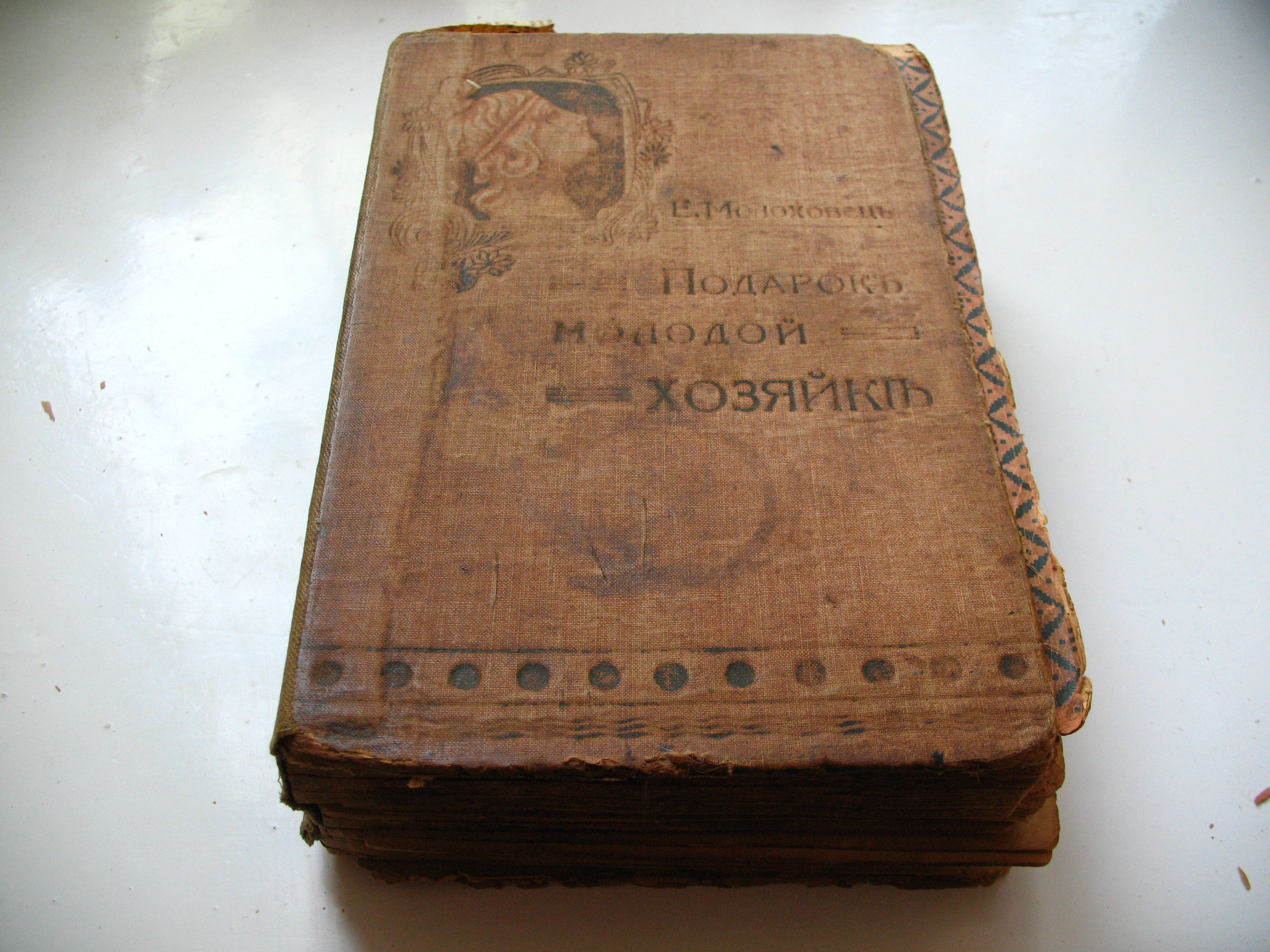
Е. И. Молоховец. «Подарок молодым хозяйкам». Издание 1917 года

Гастрономическая культура — специфическая система культурных норм, принципов и образцов, связанных с гастрономией, которая находит своё отражение в способах приготовления пищи, наборе принятых продуктов, их сочетаниях и практике потребления пищи, а также рефлексии над процессами приготовления и принятия пищи. Выражение «гастрономическая культура» используется также в качестве оценочной и сравнительной характеристики, маркера уровня развития общества и индивида.
Гастрономическая культура одновременно относится к сфере природы и культуры, выполняет разнообразные функции и репрезентируется через различные феномены: национальная кухня, система общественного питания, кулинарные телешоу и кулинарные книги. Термин «гастрономическая культура» вошёл в научный оборот во второй половине XX века, но несмотря на рост интереса современной культурологии к сфере повседневного питания, понятие гастрономической культуры по-прежнему находится на периферии гуманитарного знания.

## История исследований сферы питания
Гуманитарное знание о сфере питания складывалось фрагментарно в общей логике развития исследований культуры повседневности в исторической и этнографической науке второй половины XIX века. Отрывочная информация фактографически-описательного характера о пищевых привычках разных народов содержится в трудах П. Гиро, И. Е. Забелина, Н. И. Костомарова и А. В. Терещенко. Первые попытки анализа гастрономической культуры предприняли представители школы «Анналов», в частности, Ф. Бродель рассматривал гастрономическую культуру в контексте эпохи с учётом экономических, социальных и политических факторов. Теоретико-методологическую основу в изучении пищи как культурного феномена заложили в 1960—1970-е годы структуралисты К. Леви-Стросс, Р. Барт и М. Дуглас, которые ввели в исследование идею пищи как специфического культурного кода. Экономические факторы формирования гастрономической культуры изучали Дж. Гуди и М. Харрис, гендерными аспектами практики приготовления пищи занимались С. Бордо и К. Байнум. В 1980—1990-е годы сформировалось междисциплинарное направление исследований food studies, объединившее в том числе историков, этнографов, антропологов, социологов и экономистов. Проект food studies, поставивший масштабную цель создания целостного знания о сфере питания, провёл заслуживающие высокой оценки скрупулёзные исследования, но не выработал единого методологического подхода. В российской гуманитарной науке проблему пищи и культуры в основном разрабатывали этнографы и филологи. Этнографический подход к изучению функций и семантики пищи прослеживается в работах С. А. Арутюнова, Д. А. Баранова, Д. К. Зеленина, В. А. Липинской. Советские и российские этнографы для характеристики социокультурной обусловленности пищевых привычек пользуются понятиями «культура питания» и «система питания этноса». В отличие от гастрономической культуры, исследующей общие закономерности формирования и функционирования пищевых норм, культура питания концентрируется на максимально детализированном описании конкретной реализации этих норм, а система питания этноса — на технологическом аспекте питания в общекультурном аспекте. Филологов в исследованиях гастрономической культуры привлекают семантика пищевых образов в литературных произведениях (М. М. Бахтин, Ю. М. Лотман, И. Виницкий, В. В. Химич) и этнолингвистический аспект традиционной пищи (Н. И. и С. М. Толстые, К. В. Пьянкова).

## Структура гастрономической культуры
В структуре гастрономической культуры выделяют три основных элемента: она проявляет себя в кулинарном порядке, реализуется в качестве гастрономического режима и дана как гастрономическая рефлексия. Наиболее изученная кулинарная культура описывает технологическую сторону приготовления пищи — имеющийся в культуре арсенал средств, применяемый к пищевым продуктам. Эта часть гастрономической культуры апеллирует к её активному субъекту, определяет возможности творческого овладения сферы пищи и формулирует законы преобразования материала. На эмпирическом уровне кулинарная культура исследует повседневную практику приготовления конкретных блюд, на теоретическом уровне — общие принципы их создания. Кулинарная культура содержит правила, устанавливающие отбор продуктов и принципы их обработки и сочетания, семантику сырья и операций над ним, как, например, заповеди кашрута в иудаизме.
Культура принятия пищи являет собой частный случай культуры потребления. Приготовленное блюдо предназначено быть съеденным — потреблённым в культурно определённых условиях. В отличие от кулинарной культуры, культура принятия пищи как прагматика гастрономической культуры определяет способы обращения с продуктами питания и приготовленными блюдами. Культура принятия пищи регламентирует отношения между человеком и пищей, что выражается в правилах и нормах сочетаемости блюд, своеобразной «грамматике обеда» по выражению М. Дуглас. Культура принятия пищи также устанавливается правила отношений между обедающими людьми; данные нормы отношений «человек — человек» акцентируются на престижности и уместности трапезы с точки зрения её гастрономического содержания и поведения её участников и включают правила столового этикета, представления о социальной и культурной ценности блюд и способах организации трапезы. Например, культура принятия пищи устанавливает уместность одноразовой посуды на молодёжной вечеринке и её неприемлемость на дипломатическом приёме.
Гастрономическая рефлексия — основополагающая часть гастрономической культуры. Она обращается как к производителю, так и к потребителю пищи и оперирует представлениями о том, что есть пища и какое место она занимает в жизни человека и общества. Эти представления активно взаимодействуют с социокультурным контекстом и, например, поддерживаются в частности религиозными предписаниями или соображениями медицинского порядка. Гастрономическая культура принимает формы трактатов о пище, литературных произведений о питании или поваренных книг, но, как правило, остаётся наименее артикулированной частью гастрономической культуры.

## Функции гастрономической культуры
Гастрономическая культура выполняет многочисленные функции. В качестве регулятора она на любом историческом этапе поддерживает существующий социальный порядок за счёт распределения пищи и подтверждения справедливости этого распределения. Гастрономическая культура маркирует статус индивида: на ранних этапах она предопределяла пищевые стратегии индивидов, например, по кастовому принципу, ныне она в основном связана с практиками престижного потребления, по мере восхождения по социальной лестнице меняя пищевые привычки индивида, как минимум в публичной сфере. Первой собственно культурной регуляцией в сфере питания стала система пищевых табу. Гастрономическая культура также выполняет функцию самоидентификации: пищевые предписания существуют в различных религиях, например, несоблюдение поста в христианстве маркировало индивида как иноверца. Интегрирующая функция гастрономической культуры позволяет сплачивать социокультурную общность на основании единства её пищевых привычек. Например, утратившие практически все признаки этнического единства канадские молокане продолжают считать себя русскими потому, что пьют чай с вареньем, а пищевые табу, наряду с общностью религии, обеспечивают единство еврейской нации. Передача социального и культурного опыта осуществляется гастрономической культурой, выступающей в роли транслятора в особенности отчётливо в области праздничной и ритуальной трапезы и даже семейного обеда. В коммуникативной функции гастрономическая культура обеспечивает особый невербальный язык общения, знаками которого выступают продукты и блюда, обстоятельства приготовления пищи, застольные ритуалы, состав сотрапезников. Принятие пищи может создавать коммуникативную ситуацию, примером такого феномена являются интеллектуальные застолья, в частности, древнегреческие симпосии, артистические кафе или современные деловые обеды.